# Laval-de-Cère
Laval-de-Cère là một xã thuộc tỉnh Lot trong vùng Occitanie phía tây nam nước Pháp.